# Evan Seinfeld

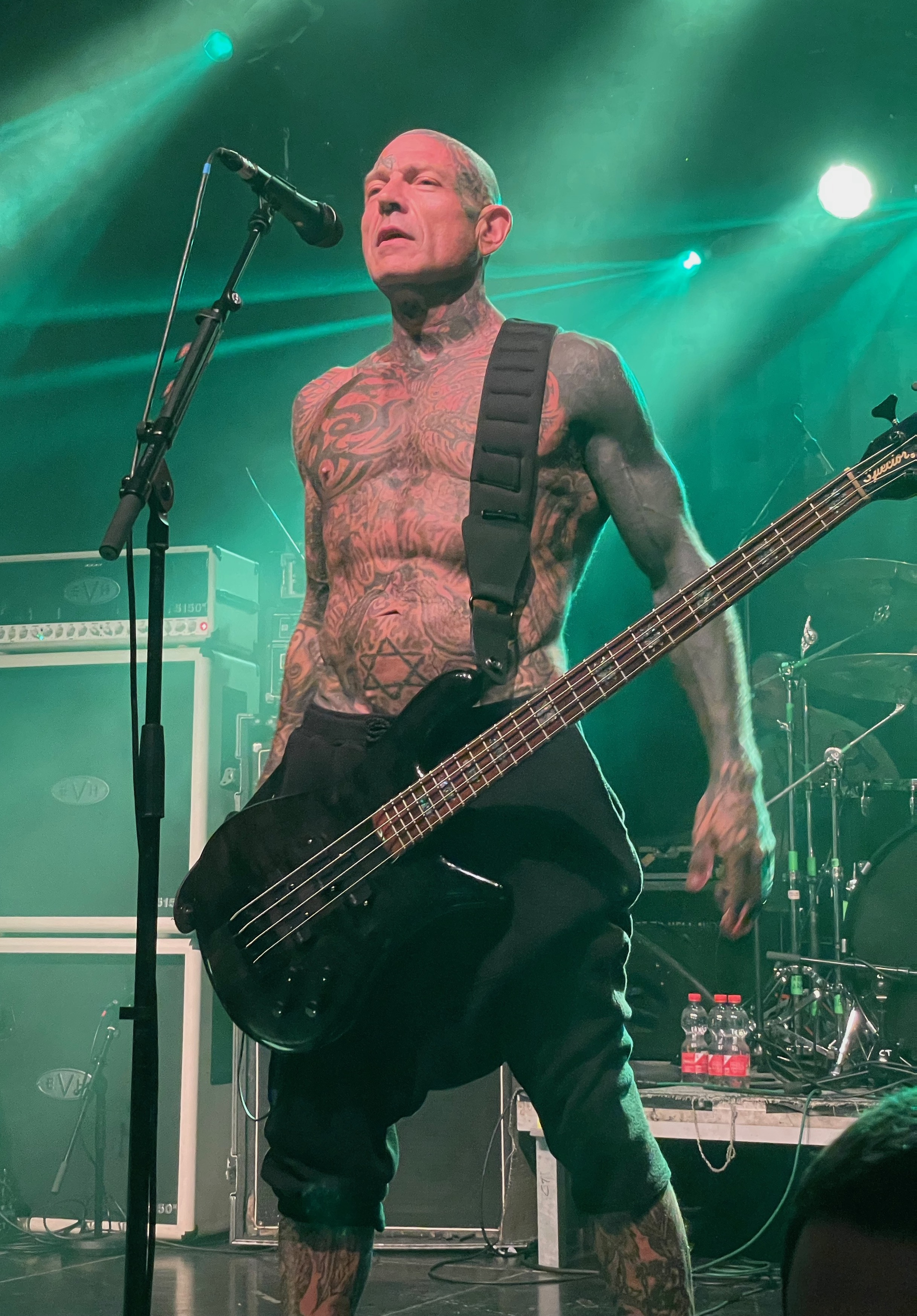
Evan Seinfeld live mit Biohazard (2023)

Evan Seinfeld (* 29. Juli 1965 in Brooklyn, New York) ist ein US-amerikanischer Musiker, Filmregisseur, Fotograf und Autor sowie ehemaliger Pornodarsteller.

## Leben und Werdegang
Bekannt wurde Seinfeld als Sänger, Bassist und Gründungsmitglied der Hardcore-/Crossover-Band Biohazard.
Er war zeitweilig unter dem Pseudonym Spyder Jonez als Pornodarsteller u. a. in Zusammenarbeit mit seiner damaligen Ehefrau Tera Patrick tätig. 2007 war er beim AVN Award in der Kategorie Bester Darsteller nominiert.
Im Jahre 2011 verließ er Biohazard und heiratete im selben Jahr Lupe Fuentes. Er ist der Gründer und CEO des Abonnementdienstes IsMyGirl.
Seit 2023 ist er wieder als Mitglied von Biohazard in der Originalbesetzung aktiv.

## Diskographie (Auswahl)
- 1992: Biohazard – Urban Discipline
- 1994: Biohazard – State of the World Address
- 1996: Biohazard – Mata Leao
- 2012: Biohazard – Reborn in Defiance
- 2012: Attika 7 – Blood of My Enemies

## Filmographie (Auswahl)
- 1998–2003: Oz – Hölle hinter Gittern
- 2006: Teradise Island: Anal Fever (als Spyder Jonez)
- 2008: Smokin’ Hot Latinas (als Spyder Jonez)
- 2010: Speed (als Spyder Jonez)